# Nusa Penida
Nusa Penida (en balinés : ᬦᬸᬲ ᬧᭂᬦᬶᬤ; Nusa Pĕnida) es una isla al sureste de la isla indonesa de Bali, y un distrito de la regencia de Klungkung que incluye la pequeña isla vecina de Nusa Lembongan.

## Geografía
La isla tiene una superficie de unos 203 km², con una longitud de unos 20 km y un ancho de 12 km. Al noroeste de Nusa Penida hay dos pequeñas islas, Nusa Lembongan y Nusa Ceningan. El estrecho de Badung la separa de Bali. El interior de la isla es montañoso con una altitud máxima de 524 metros. Es más seco que la cercana isla de Bali.